# Салко, Алла Анатольевна
А́лла Анато́льевна Салко́ (25 апреля 1964, город Луцк, Украинская ССР, СССР) — приднестровский художник. Почетный член Национальной Академии изящных искусств, Бразилия; Лауреат Премии «Medusa Aurea Trophy» AIAM, Италия, Заслуженный художник Приднестровской Молдавской Республики.
Имя художника занесено в энциклопедию «Кто есть кто», Академия геральдики Украины.

## Биография

### Образование и работа
Окончила Одесское Государственное художественное училище им. Грекова, Одесский государственный педагогический университет имени К. Д. Ушинского.
С 1984—1989 год работала преподавателем в Слободзейской художественной школе, а с 1989—2011 художник высшей творческой категории в Тираспольских художественно-производственных мастерских художественного фонда Союза художников МССР (Творческое объединение «Арта» Союз художников Приднестровья).
Является участником более 60 выставок и симпозиумов. Из них 12 — персональных.

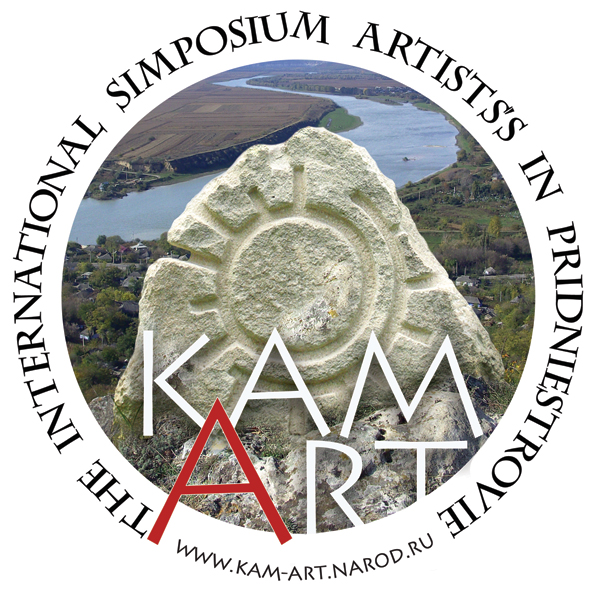
Эмблема симпозиума КамАрт

Член оргкомитета Международного проекта художников «Kam Art», член Международной Ассоциации работников культуры и искусства, член Союза художников Приднестровья, член Национального Союза журналистов Украины.
Картины художника находятся в публичных коллекциях России, Молдовы, Украины, Польши, Румынии, Турции, Германии, Словении, Индонезии, Болгарии.
Благодаря художнику мировая филателия пополнилась почтовыми марками, знакомящих с флорой и фауной Приднестровья.

## Награды и звания
- Медаль «За трудовую доблесть» (ПМР)[6]
- Почетный член Национальной академии изобразительного искусства Бразилии[7];
- Лауреат Премии «Medusa Aurea Trophy» AIAM, Италия[7];
- Серебряная Медаль «International Art Competition NAFA», Бразилия[7];
- Диплом Международной академии современного искусства в Риме, Италия[7];
- Отличный работник культуры Приднестровья[7];
- Хрустальная плакета «POAART», Словения[7];
- Диплом Премьер-министра Украины[7];
- Медаль Лауреата Международного конкурса им. П.Кулиша, Украина[7];
- Почетный Знак «За развитие культуры и искусства», Украина[7];
- Почетное звание «Заслуженный художник Приднестровской Молдавской Республики»[8]
- Имя художника занесено в энциклопедию «Кто есть кто», Академия геральдики Украины[7].

## Семья
- Муж: Салко Юрий Иванович — художник, скульптор[9].
- Сын: Валентин Салко — архитектор.